# 網路末日戰
Cybergeddon指的是由於對所有计算机网络、系統和活動的大規模破壞而導致的災難。它將網路恐怖主義、網路戰、網路犯罪和駭客行動主義結合到大規模網路破壞或經濟崩潰的場景中。經濟或工業基礎設施可能成為攻擊目標，例如銀行或工業控制系統。自2012年以來，基於互聯網的攻擊數量及其複雜性有所增加。